# 马尔科·雅各布斯
马尔科·雅各布斯（德語：Marco Jakobs，1974年5月30日—），德国前男子雪车运动员。他曾代表德国参加1998年冬季奥林匹克运动会雪车比赛，联同克里斯托夫·朗根、马库斯·齐默尔曼和奥拉夫·汉佩尔获得男子四人金牌。